# Diaphorus siamensis
Diaphorus siamensis är en tvåvingeart som beskrevs av Octave Parent 1935. Diaphorus siamensis ingår i släktet Diaphorus och familjen styltflugor.
Artens utbredningsområde är Thailand. Inga underarter finns listade i Catalogue of Life.